# Alexandros Apostolopoulos
Alexandros Apostolopoulos (in greco Αλέξανδρος Αποστολόπουλος?; Gargalianoi, 7 novembre 1991) è un ex calciatore greco, di ruolo difensore.